# Jaurakkajärvi
Jaurakkajärvi är en sjö i Finland. Den ligger i kommunen Pudasjärvi i landskapet Norra Österbotten, i den centrala delen av landet, 600 km norr om huvudstaden Helsingfors. Jaurakkajärvi ligger 124,8 meter över havet. Arean är 6,5 kvadratkilometer och strandlinjen är 27,63 kilometer lång. Sjön  ingår i Ijo älvs huvudavrinningsområde.   
I övrigt finns följande i Jaurakkajärvi:
- Hyttisaari (en ö)
- Niskasaari (en ö)
- Kotisaari (en ö)
- Lehtosaari (en ö)
- Tiirosaari (en ö)
- Honkasaari (en ö)

I övrigt finns följande vid Jaurakkajärvi:
- Puhosjoki (ett vattendrag)
- Valkiainen (en sjö)